# IC 560
IC 560 ist eine linsenförmige Galaxie vom Hubble-Typ S0/a im Sternbild Sextant südlich der Ekliptik. Sie ist schätzungsweise 76 Millionen Lichtjahre von der Milchstraße entfernt und hat einen Durchmesser von etwa 30.000 Lj.
Das Objekt wurde am 9. März 1893 von dem französischen Astronomen Stéphane Javelle entdeckt.